# شيراوكا
شيراوكا  هي مدن اليابان، تتبع سايتاما، بلغ عدد سكانها 52٬109  نسمة، في 2017، تبلغ مساحتها 24٫92 كيلومتر مربع.

## أعلام
- تورو نارا
- يوسوكي سوزوكي